# Romantiken

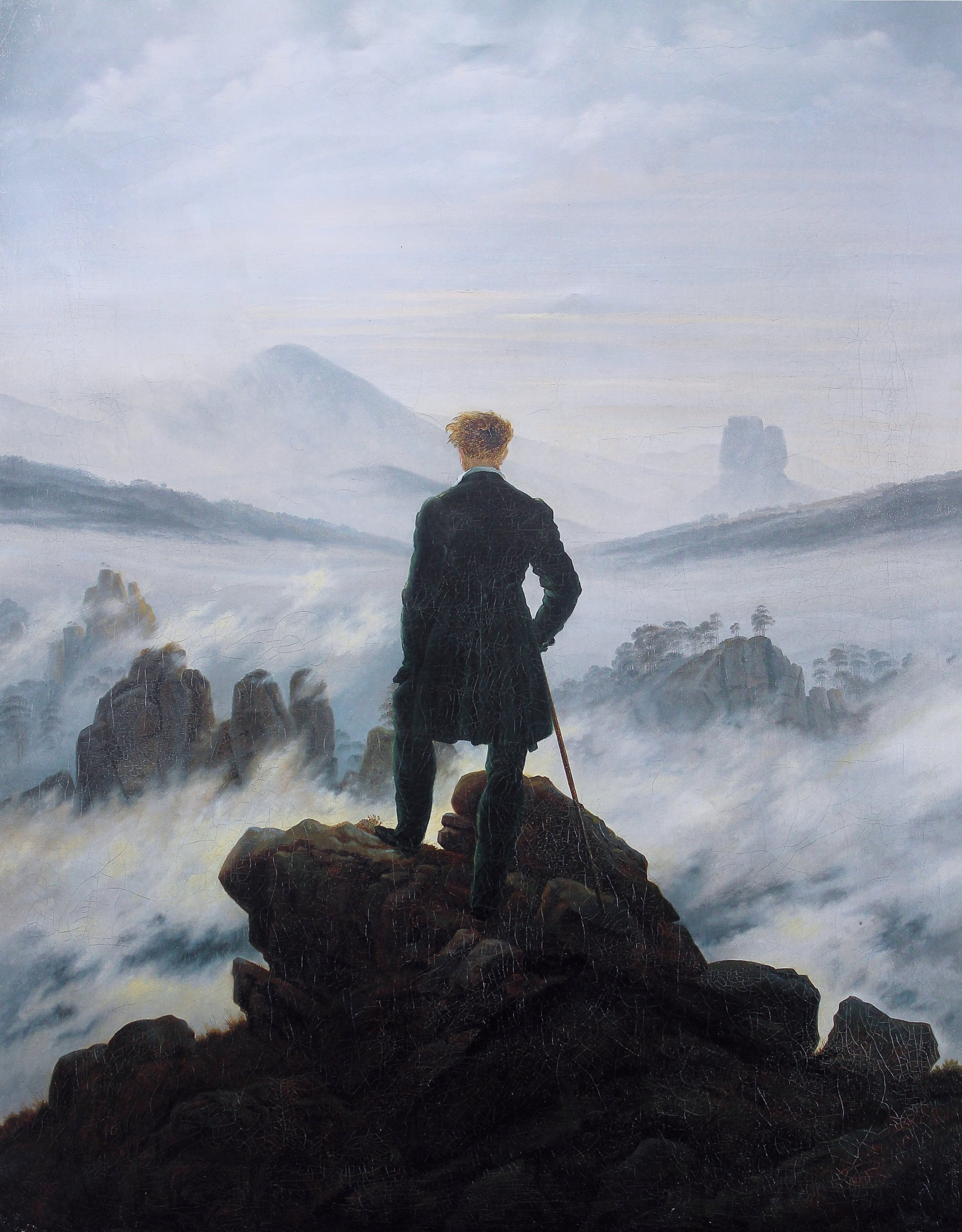
Vandraren över dimhavet (1818) av Caspar David Friedrich.

Romantiken var en mångskiftande idérörelse som uppstod vid slutet av 1700-talet till följd av förromantiken och nyklassicismen, och som varade till mitten av 1800-talet. Termen är mångtydig, nästan svepande, och det finns flera definitioner av den som står i konflikt, men det är allmänt accepterat att det uppstår en ny strömning där individens känslor fick större tyngd än förnuft, allmänna sanningar och sedan länge etablerade regler och normer. Som epok är romantiken framför allt relevant inom konst-, vetenskaps-, litteraturhistoria och filosofihistoria.
Romantiken uppstod som reaktion mot den förnuftstro, materialism och mekaniska världsbild som rådde inom kulturen under upplysningen. Till skillnad från upplysningen, som betonade förnuftet, hävdade romantikerna att det var känslan som var kärnan i tillvaron. Romantiken vände sig även mot klassicismens regler. Den återknöt till Platon och Plotinos, och vann anhängare bland mystiker och känslomänniskor. Studiet av själen och metafysiska spekulationer kombinerades med en ny syn på konstnären som ett skapande geni. Formerna, som varit strikt bundna och allmängiltiga, löstes upp och en större individualism tilläts. Intellektets betydelse avtog till förmån för den inre, subjektiva upplevelsen, fantasin och känslan. Under romantiken uppstod såväl den moderna nationalismen som orientalismen, exotismen och nyromantiken.
Som kulturströmning var romantiken starkast i Tyskland, Frankrike och Storbritannien, som också utvecklade var sina rörelser inom romantiken även om de kraftigt påverkade varandra.

## Begreppet "romantiken"

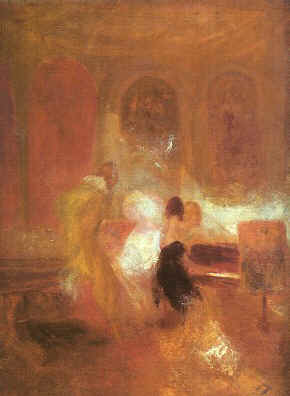
"Music Party Perworth ", William Turner (1835), Tate Gallery.

Ordet "romantiken" kommer av fornfranskans ord romanz som betecknar en prosaberättelse på folkspråk, och har givit upphov till det svenska ordet roman. Romancen som litterär term brukar kontrasteras mot satiren, och innebär med Robert Scholes ord en framställning av "övermänskliga karaktärer i en idealvärld" i motsats till satiren som "återger undermänskliga grotesker fångade i kaos." Inom musiken är en romance långsamma, ömma solosatser som inte ingår i en större opera, och som kännetecknas av känslosam intimitet.
Den strömning eller epok som numera kallas romantiken, kallades emellertid nyromantiken av företrädare själva, och en bit in på 1900-talet; med romantik avsågs då i stället en kristen estetisk strömning under medeltiden som hänger samman med mysticismens inre extatiska försoning med Gud, naturlyrik, framställningar av kärlek, det fulas gestaltande, riddarväsendet, och frigörelse från formkrav. Till denna medeltida estetiska strömning hör gotiken. Denna betydelse av ordet har inte levat kvar. Med "romantiken" avses i litteraturhistoriska standardverk vad som då kallades "nyromantiken" (så även här).
Det var den tyske filosofen Friedrich Schlegel som myntade begreppet romantiken år 1798, varmed strömningen som börjat göra sig gällande i filosofi och kultur, blev en formulerad ideologi. Han hade 1797 med sin bror August Wilhelm Schlegel grundat tidskriften Athenäum som blev det organ där romantikens estetik - i synnerhet poetiken och det platonska genreproblemet - växte fram och formulerades. 1798 skrev Friedrich Schlegel 116. Athenäums-Fragment, vilket blev den egentliga programförklaringen: "Den romantiska poesin är en progressiv universalpoesi." Han fortsatte förklaringen med att hävda konstnärens absoluta frihet från konventioner till innehåll och form.
En av estetikens grundfrågor brukar vara huruvida den otämjda naturen eller den civiliserade och ansade kulturen skall sättas högst. Romantiken valde naturen, och detta val drevs stundom till ren primitivism. Trots deklarationen om romantikens progressivitet, blev strömningen tillbakablickande: framtiden betraktades med misstro, och det förflutna med nostalgi och sentimentalitet. Det var inte endast det föreställda historiska primitiva samhället som upphöjdes, utan också andra, oförstörda kulturer, bland annat den folkliga.
Enligt en annan distinktion skiljs mellan dionysiska och apolliniska ideal i estetiken. Romantiken, menar den brittiske filosofen Bertrand Russell, kan framhållas som typiskt dionysisk: nytta och bevarande av lugn och ordning fick ge vika för skönhetsvärde, riskabla äventyr, känsloyror, instabilitet, djärvhet och våldsamhet. Enligt Russell var landsmannen Lord Byron, som ädelt och hänsynslöst föraktade konventioner, en som till liv och verk hade alla ingredienser hos en romantiker, och som på ett romantiskt sätt dog i avlägsna sumpmarker då han kämpade för Greklands självständighet - trots att han var engelsman. Byrons epos Don Juan har också blivit en sinnebild för romantikens eroticism. Andra framhåller i stället de tyska diktarna Ludwig Tieck och Novalis som urtyperna för romantiken. Hos den senare är kärleken platonsk och religiös till sitt väsen, och känslan som gestaltas är en inre rörelse, i bjärt kontrast till Byron. Novalis koncentrerade sig mer på lidandet än på lusten, på ensligheten i stället för på självständigheten som Byron framställer. Båda har ett dödsförakt, men hos de tyska romantikerna var detta existentiellt, och hos Byron krigarens. Tieck representerar i stället det folkliga, sagan och nationalismen.
I valet mellan Aristoteles och Platon hade den senare klart företräde, i synnerhet i nyplatonsk tappning. Platons vikt vid eros, dialogformen, hans estetik, och den nyplatonska metafysiken var idéer i tiden, och inte Aristoteles nyktra, mästrande resonemang.
Romantiken brukar i högre grad än andra epoker sägas vara paradoxal i sina ideal, och kännetecknas av framställningar av motsatser i konflikt och i förening.

## Romantiken som epok

### Tidsangivelser
Romantiken var en fortsättning på eller pånyttfödelse av Platons idéer, som från medeltidens slut fick stå tillbaka för Aristoteles, och eftersom uppkomsten skedde stegvis är det svårt att ange en exakt tidsangivelse för dess början. Redan Thomas Grays Elegi skriven på en lantkyrkogård från 1751 bröt drastiskt emot upplysningstidens estetik och är romantisk i stilen. Därifrån kan skönlitteraturens förromantik sägas uppstå vilken fungerade som en apart estetik gentemot klassicism och upplysning. Termen förromantik används huvudsakligen inom litteraturhistorien och det saknas konsensus om den bör inbegripas i romantiken eller ej.
Generellt brukar år 1800 anges som en tid då romantiken är ett faktum. För Frankrikes del var detta den tid då Napoleon Bonaparte möjliggjorde för aristokratin att lufta sina intryck av revolutionen, återställde kyrkan i landet, införde nyordning i samhället liksom ett hierarkiskt samhälle på individualismens grund. För Englands del brukar utgivningen av William Wordsworths och Samuel Coleridges Lyrical Ballads 1798 anges som startpunkten för romantikens genombrott. I Tyskland var Goethe länken mellan förromantik och romantik, och år 1798 formulerades romantikens estetik av Friedrich Schlegel.
Romantikens arv har fortsatt att vara levande även efter realismens genombrott, varför det är problematiskt även att fastställa när den romantiska epoken avslutades. Första halvan av 1800-talet räknas som perioden då den som litterär strömning klart dominerade kulturen, framför allt fram till 1830-talet. Därefter skedde en gradvis förskjutning mot realism. Inom musiken menas i stället att perioden varar in på 1900-talet, men då skiljs som regel mellan romantiken som epok och romantiken som estetik. För många författare, kompositörer och konstnärer från slutet av 1700-talet och framåt är det oftast mer relevant att tala om romantiska, klassicistiska eller realistiska drag i deras skapande, än att kategoriskt placera dem i en epok.
Om romantiken förstås som idealismens estetiska ideologi, var den fortfarande en betydelsefull strömning fram till första världskriget. Om romantiken definieras som en temporal epok leder detta till många anomalier. Goethe till exempel är i en del verk klart romantisk som i Werther och Faust, och i andra klassicist som exempelvis Iphigenie auf Tauris och Römische Elegien. Tidsmässigt tillhör Jane Austen romantiken, men hennes romaner brukar betecknas som realistiska. Inom musiken levde det klassicistiska arvet vidare som en ständig motkraft mot romantiken, och kampen fortgick även under modernismen.

## Socialt och politiskt sammanhang

Napoleon Bonaparte krönte sig själv och Josephine till kejsare och kejsarinna. Detalj av Jacques-Louis David, Musée du Louvre.

Romantiken förs ibland till industrialismens tidsålder, men även till postrevolutionens då omvälvande revolutioner inte bara hade ägt rum i Frankrike, utan även i USA med självständighetskriget från England. I efterdyningarna av Franska revolutionen hade en omfattande ståndscirkulation ägt rum, och framför allt var det aristokratin som var hotad. Industrialiseringen slog inte igenom fullt ut förrän romantiken avlösts av realismen. Framväxandet av denna nya världsordning, baserad på en nyrik företagarklass, skedde emellertid under epoken, och utgjorde dess ekonomiska och sociala förutsättning i och med att borgarklassen nu hade blivit en stark köpkraft för konst. Napoleonkrigen skakade statsbildningarna, men med Wienkongressen 1814–1815 återställdes ordningen temporärt. Krig och inomnationella oroligheter förekom dock ständigt. Generellt fanns en utbredd misstro mot demokrati, och många blev anhängare till Metternich. Men romantiken rymde inte bara reaktionärer, utan också revolutionärer vilka båda gemensamt delade upproret mot den föreliggande ordningen. Delacroix målning Friheten på barrikaderna 1830 blev själva sinnebilden både för frihet och för revolution.

Romantisk historiemålning: Delacroix Friheten på barrikaderna, 1830.

Medan realismen i huvudsak var borgarklassens estetik, blev romantiken idealisternas och utopisternas. De politiska och socioekonomiska faktorerna under epoken ledde till att de moderna politiska ideologierna, som konservatism, liberalism, anarkism och socialism, fick fastare form, antingen som en reaktion mot, eller som en del av tidsandan. Av dessa ideologier har framför allt konservatismen sin grund i romantikens idéer genom sin starka idealisering av historien. I samband med den ekonomiska nyordningen, utkristalliserades det klassamhälle som socialismen skulle uppstå som reaktion mot. Utilitarismen är ett udda element från tiden med sin kritik mot romantiken.
Jordbruket hade reformerats de föregående århundradena, vilket hade orsakat en enorm befolkningstillväxt som kännetecknade århundradet, och med en omfattande emigration till bland annat Amerika som följd. De egendomslösa tvingades på grund av befolkningstillväxten lämna landsbygden för att ta anställning i städerna. För att råda bot på den tilltagande fattigdomen, infördes allmän skolgång i de flesta europeiska länder vilket i sin tur ledde till att den moderna pedagogiken föddes, bland annat med den schweiziske romantikern Johann Heinrich Pestalozzi - som förordade "hjärtats bildning" framför huvudets eller handens - som förebild.
Med emigrationen och kolonialismen, spreds den västerländska kulturen runt om jordklotet. Tekniska uppfinningar av betydelse för epoken var järnvägarna, ångmaskinen och kanalbyggen, vilket vid sidan av emigrationen och kolonialismen ledde till att avstånden krympte. Med detta följde ökade motsättningar mellan stad och landsbygd, förstärkt av industrialiseringen i städerna. Någon teknikdyrkan rymdes inte i romantiken och i valet mellan stad och land valde den äkta romantikern landsbygden.

## Romantikens filosofi
Det råder oenighet huruvida romantikens filosofi skall härledas till den tyskspråkiga eller den frankofona världen. Enligt ett synsätt var det Rousseau som gjorde det första anslaget till romantiken med sin uppmaning till att låta känslan regera. Enligt ett annat var det de tyska idealisterna som lade grunden för romantiken med dess metafysiska och kunskapsteoretiska studier. Detta kan sägas motsvara två parallella linjer som utgjorde romantikens väsen: emotionen och idealismen. Russell pekar på det motsägelsefulla i romantikens filosofi, genom att framhålla att det å ena sidan förekom en övertro till att förnuftet allena skulle lösa världens bekymmer och att människans lärbarhet är gränslös, vilket ledde till marxismen och utilitarismen, och å andra en irrationalism som sedan utmynnade i existentialismen. Förhållandet mellan den romantiska filosofin och den tyska idealismen är omdebatterad, inte minst under dess samtid.
I England var de romantiska världsåskådningarna en fortsättning på en aldrig utdöd form av platonism, som plötsligt upplevde en blomstring. Några nya filosofiska program av betydelse lades inte fram i England under epoken; filosofin och litteraturen sammansmälte. Edmund Burke var samtidigt en viktig företrädare för romantiken, och om någon romantisk strömning kan sägas ha funnits så vore det den historiska skolan.

### Förromantikens filosofi
Tre tyska förromantiska filosofer kom att spela en avgörande roll för romantikens utveckling. Immanuel Kants uppgörelse med David Hume innebar en omorientering av synen på vad som är verklighet och kunskap, men han utvecklade en agnosticism som senare romantiker tog avstånd ifrån. Johann Georg Hamanns upphöjelse av poesin till religionens följeslagare var en tanke som levde vidare. Johann Gottfried Herder uppvärderade folkdiktningen, och var en föregångsman inom kulturhistoria och kulturfilosofi. Sturm und Drang hade utbildat ett studium av geniet som fenomen, geniestetik, som hos Kant tog sig uttryck i att definiera genialitet som originalitet, en naturlig talang vars uttryck skapar nya regler som andra efterbildar eller snarare efterföljer.

### Den tyska idealismen
Den tyska romantiken härleds till de tyska idealisterna. De romantiska filosoferna tog visserligen avstånd från mycket av Kants läror, men hans filosofi lade grunden för avståndstagandet från upplysningen. Johann Gottlieb Fichte och Friedrich von Schelling hävdade att materien inte är uppbyggd av små enheter, utan av energier vars spänningar skapar den materiella världen. Dessa energier motsvarade anden, och teorin möjliggjorde en religiös föreställning om världen, och ett ökat fokus på medvetandet. Detta ledde till att många romantiker hade en panteistisk världsbild, varmed naturlyriken fick en framträdande plats: i naturen kunde Gud uppfattas, och konstnären skulle avbilda den gudomliga, inneboende meningen i naturen. Själslivet hamnade också i förgrunden, eftersom den inre verkligheten var det typiskt mänskliga och ytterligare en kontaktyta med Gud. Universaltanken ledde till holistiska förklaringsmodeller; inom estetiken tog den sig uttryck i att söka skapa allkonstverket, ett konstverk där alla konstformer samlades och utgjorde en samverkande helhet. I och med upphöjelsen av enhet och medvetande, blev skapade idésystem idealet för filosofisk verksamhet.

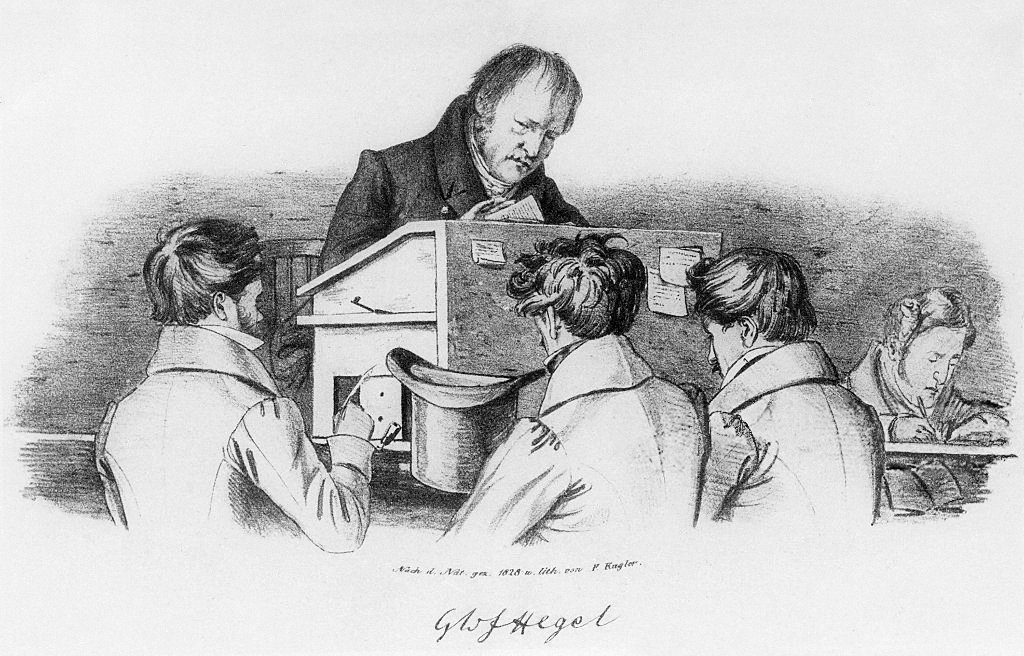
Hegel talar.

Fichte var den som på allvar väckte den tyska nationalismen och folkbildningstanken med Reden an die deutsche Nation (1807). Friedrich Gottlieb Klopstock hade därvidlagt redan banat väg med sin förromantiska diktning. Schopenhauer förs som regel till naturalismens era, men hans misantropi och pessimism genljöd även i hans samtid.
Historiefilosofin spelade en avgörande roll för framväxten av romantiken, där framför allt Friedrich Hegel var banbrytande med sin teori om ett dialektiskt historiskt fortskridande, med teser, antiteser och synteser, där motsatserna kämpar för att sedan gå upp i varandra i en högre förening, vilket möter nya antiteser varmed historien rullar vidare. Logiken i detta tillskriver Hegel en världsande, vars intelligens människan har i mindre format. "Världshistorien", skriver Hegel, "är framställningen av anden, hur den arbetar sig fram till vetande om det som är i och för sig. Österlänningarna vet inte att anden eller människan såsom sådan är fri. /---/ Först de germanska nationerna har i och med kristendomen vunnit insikt om att människan som människa är fri och att andens frihet utgör det mest egenartade i människans natur." Men inför världsandens vindlingar i händelseförloppen är människan en blind aktör, som det är historikerns sak att ge synen till. Hegel var emellertid en motståndare till den romantiska filosofin.
Den tyska idealismen sysslade alltså med problemet att förena två motsättningar: det metafysiska systemet kontra människans frihet. Helheten betraktades på ett organiskt sätt: verkligheten var ett sammanhängande system, uppbyggd på principen om det absoluta, med ett givet ändamål och betingat av förnuft. Människan förhöll sig till detta som en fri och skapande varelse. Men det var förbehållet geniet att med sitt skapande knyta samman den systematiska naturen och människans frihet. Hegel och Schelling var dock oeniga om huruvida genialiteten förelåg i konstverket eller i medvetandet.

### Rousseau
Rousseaus betydelse för romantiken handlar om hans stridsrop om känslans överlägsenhet framför vetenskapen, förespråkande av den naturliga religionen och hans idealisering av "den ädle vilden". Han fick framför allt betydelse för protestantismen som sökte en ersättning för katolicismens thomism. Han bryter med arvet från Platon, Aristoteles och skolastiken.

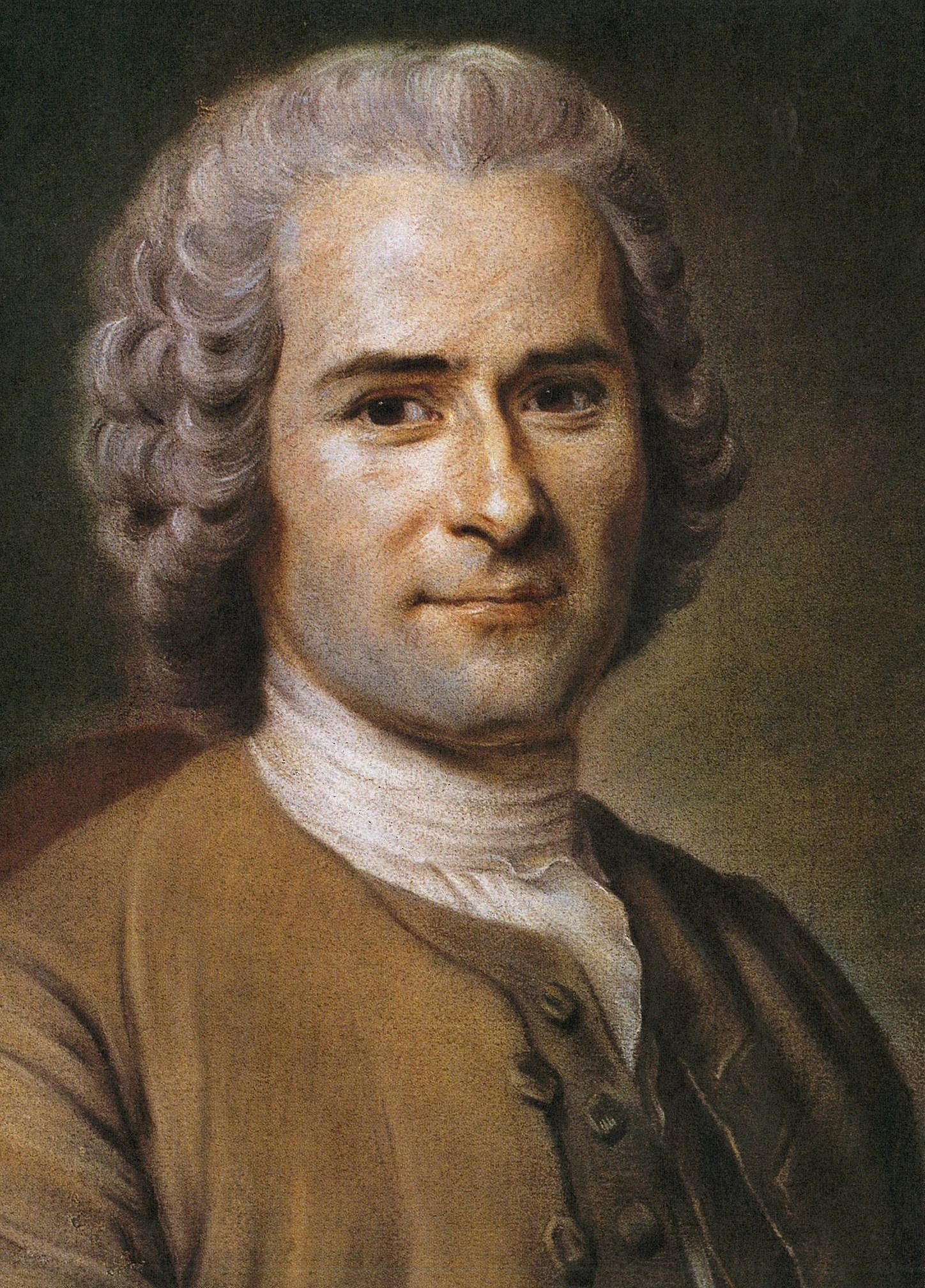
Jean-Jacques Rousseau.

Av betydelse blev hans teorier om samhällskontraktet och folksuveränitetsprincipen, två fundamentala förutsättningar för romantikens nationalism och intresse för folkloristik. Med Émile uppträder en ny syn på barnet, som kanske är hans mest livaktiga bidrag till idéhistorien och samtiden.
Det var också Rousseau som populariserade själva ordet romantiken, som han använde för att beskriva sin egen livshållning. Bortsett från betoningen av känslan, innehöll begreppet för Rousseau en natursyn, i vilken han var tydligt påverkad av Montesquieu, med tanken på en naturlig ordning. Av detta följde en omvärdering av det primitiva i så måtto att detta tillerkändes en systematik och en eftersträvansvärd ursprunglighet. Detta bröt avgjort med Thomas Hobbes syn på naturtillståndet som allas krig mot alla.

## Själen, språket, nationen, historien
Historievetenskapen och källkritiken upplevde ett genombrott med Barthold Georg Niebuhr och framför allt Leopold von Ranke. Franska revolutionen ledde till en ny generation historiker, kulturhistoriker och politiska historiker, som Tocqueville, Jacob Burckhardt, Thomas Babington Macaulay och Thomas Carlyle. François Guizot utgav medeltida dokument, och Monumenta Germaniae historica började utges.
En naturlig stat var för romantikerna nationen, en kollektiv organism som hade grundats av den gemensamma historien som ett folk hade, vilket de menade hade skapat en nationalkaraktär. Nationalromantiken som dessa idéer gav upphov till levde vidare långt framåt. Nyplatonismen gjorde sig gällande i historiesynen genom att det var det ursprungliga som söktes; det ursprungliga var en fullkomlig enhet, det absoluta, målet för all mänsklig tillvaro. Människan kunde nå visshet om detta antingen på intellektuell väg, eller genom konsten. Sökandet efter en nationell identitet med kristen synvinkel ledde till återväckta studier av medeltiden, dess folk och kulturyttringar. Det blev framför allt de germanska folken som tilldrog sig uppmärksamheten: goterna, saxare och Artursagan, med flera. Riddarideal för män, kvinnors jungfrulighet, och innerlig religiositet upphöjdes till dygder. Dygderna kontrasterades mot starka erotiska antydningar. Inom rättsfilosofin bröt den historiska skolan och Friedrich Karl von Savigny i Montesquieus efterföljd med den rådande naturrättsdoktrinen, och menade i stället att varje nation hade sitt historiskt framväxta rättssystem som legitimerades av nationens speciella karaktär. Allt fokus på nationens individualitet till trots, förordade Schelling en världsstat som skulle skapa fred på jorden genom gemensam rättsordning. von Savigny tillhörde den grupp som brukar kallas den historiska skolan, där även den konservative Edmund Burke ingick. Den historiska skolan menade att varje företeelse måste bedömas efter vilka förutsättningar de hade. Historiska härledningar blev därmed avgörande för varje studium. Synsättet att vissa kollektiv utgjorde organiska enheter i samspel, kom att känneteckna den konservatism och historism som utgick från Burke.

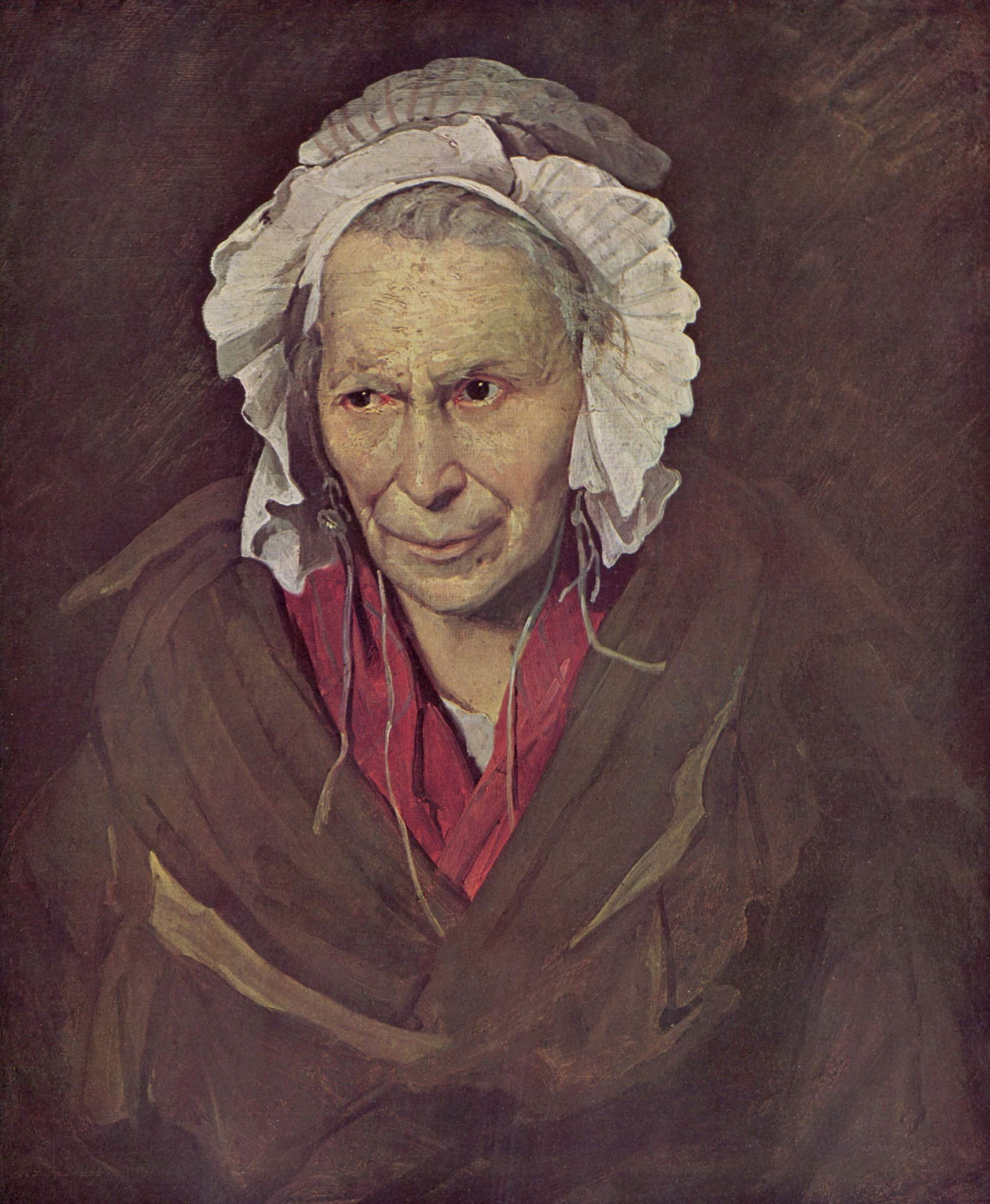
Själen i bild: Géricault utförde porträttstudier av människor med psykiska lidanden, för sin vän psykiatern Georget. Detta porträtt föreställer en kvinna som lider av manisk avund, skildrat i ansiktsuttrycket (1822). Musée des Beaux-Arts.

Människans väsen betraktades som skapande subjekt vilka kan framställa sammanhang och världar som kan begripas av andra människor. Ett sådant skapande skilde människan från djuren, och förutsatte fantasi och intelligens. Därigenom blev konstnärens roll höjd över andra yrkeskategorier, eftersom konsten kännetecknades mer av detta än andra uttryck för människans särskilda förmåga. Konstnären hade dittills betraktats som en hantverkare som skapade på beställning. Under romantiken uppvärderades yrkesrollen, och även synen på upphovsrätt och originalitet. Människans identitet var för romantikerna alltså dels som individer, dels som delaktiga i sina respektive nationer, dels som delar av människosläktet. Dessa synsätt ledde å ena sidan till ett intresse för själen, å andra för det egna folket, å tredje till ett intresse för karaktären hos andra folk. Sålunda präglas romantiken av såväl psykologi och subjektivitet, som nationalism, med fokus på folkdiktning, folksagor, folkvisor, folktro och kulturhistoria, och som orientalism och exotism, med skildringar av civilisationens vagga i Medelhavsområdet och Mellanöstern, samt andra folk och deras seder. Romantikernas studier av andra folk än det egna, var dock djupt präglade av oförsonlighet mot olikheter, och stundom rasistiska. Psykologin som vetenskap utvecklades av Johann Friedrich Herbart, som uppvärderade det omedvetnas roll för medvetandet. Psykologerna intresserade sig i Rousseaus och Friedrich von Schellings spår för barndomen - lekens betydelse, lärandets mål och medel - barnet betraktades under romantiken som oförstörda av civilisationen, som individens naturtillstånd.
Till den franska romantiken gjorde den kontrarevolutionära Pierre-Simon Ballanche bidrag genom att hävda att konstnären deltar i Guds skapelse genom att ge ord åt fenomen. Samtidigt utvecklades en profan språkvetenskap under epoken. Romantikens period sammanfaller med några stora genombrott i språkforskningen. När Friedrich August Wolf försökte lösa den homeriska frågan grundlade han den textkritiska metoden. Den jämförande språkforskningen med Herder, Wilhelm von Humboldt, Friedrich Schlegel, August Wilhelm Schlegel, Jacob Grimm, Rasmus Rask, William Jones, August Schleicher och Franz Bopp bidrog på olika sätt till förståelsen om att det fanns en indoeuropeisk språksläktskap och att språken hade en historia under vilken de hade utvecklats - två rön som först denna tid läggs fram. Rosettastenen hittades 1799, och dess hieroglyfer dechiffrerades av Jean François Champollion, vilket bidrog till uppkomsten av orientalismen.

## Människan och Gud
Den återuppståndna religionen var ytterligare en reaktion mot upplysningen. Även hos uttalade ateister som Percy Bysshe Shelley brukar religiösa inslag lyftas fram, i form av panteism i naturåtergivningen. Percy Bysshe Shelley blev god vän med den engelske filosofen William Godwin och så småningom blev han förälskad i dennes dotter Mary. Percy och Mary, samt hennes halvsyster Jane Clairmont flydde London för ett gemensamt sommaräventyr intill Genèvesjön i Schweiz, sommaren 1816. Sällskapet hyrde en stuga tillsammans med lord Byron och hans livläkare John Polidori. På kvällarna läste de tyska skräckromantiska noveller, och tävlade sedan om vem som kunde skriva egna skräckhistorier. Mary Shelley blev den enda av dessa författare som kom att färdigställa sin skräckhistoria, vilket resulterade i Frankenstein eller den moderne Prometheus. Victor Frankenstein är en yngling som studerar vid universitetet i Inglostad och snart kom att bli besatt av tanken att själv skapa liv av döda kroppsdelar och elektriska impulser. Här ser vi hur människan ställer sig i Guds ställe och skapar monstret, vilket kom att få ödesdigra konsekvenser. Gud skapade människan i kärlek, men människan skapade monstret av nyfikenhet.
I efterdyningarna efter franska revolutionen, blev kristendomen och dess försvar avgörande i Frankrike. Framför allt gällde detta katolska kyrkans roll i staten. Längst i detta hänseende gick ultramontanisterna som menade att påvens makt alltid var överställd världsliga härskare. François-René de Chateaubriands Le Génie du Christianisme (1802) är ett romantiskt försvar av kristendomen på uteslutande estetiska grunder. Den tyska romantiken var djupt präglad av pietismen och herrnhutismen.
Romantiken kom också att präglas av konfliktytor mellan kristendom och annan tro i och med exotismen och orientalismen; ett centralt tema i till exempel François-René de Chateaubriands roman Atala (1801). Skräcken som revolutionen och upplysningen hade väckt i alla europeiska länder, kanaliserades genom att olika konstformer skapade skräckgenrer och genom studier i ondskans väsen. Till skillnad från medeltidens framställningar av ondskan i form av djävulen, blev dock romantikens mer folkloristisk och mångfacetterad.
För teologins del uppstod den historiskkritiska metoden med Johann Salomo Semler (1725–1791), och teologin som vetenskap utvecklades av Friedrich Schleiermacher och Immanuel Kant. Som reaktion mot denna rationalism uppstod Erlangenskolan som betonade den religiösa upplevelsen, och Søren Kierkegaards teologiska filosofi. Det förekom även en tydlig platonisering av kristendomen som en reaktion mot thomismens aristotelism. Till romantikens förnyade religiösa medvetande hör också högkyrkligheten. Nythomismen som uppkommer under slutet av 1800-talet kan också betraktas som en romantisk reaktion mot upplysningens rationalism och den teologiska modernismen.

## Romantiken i olika länder
Genom romantikens fokus på nationen, fick strömningen nationella särdrag. I de länder där strömningen var som starkast, blev olikheterna också som störst. Huvudsakligen kan man tala om tre centrum för romantiken, vilket motsvarar tre länder: Tyskland, Frankrike och England. Övriga länder påverkades av en eller flera av dessa nationella särarter. Romantiken i Östeuropa var också distinkt.

### Tyskland
Tyskland existerade inte som stat under romantikens tidevarv. Napoleon I besegrade 1806 Tysk-romerska riket, vilket var ett kejsardöme med en mängd furstendömen och hertigdömen. I och med Wienkongressen 1815 återbildades federationen som Tyska förbundet med 38 stater, inklusive Österrike. Men konflikterna eskalerade och 1866 utbröt krig mellan Preussen och Österrike, som avlöpte med att Österrike lämnade federationen, och Nordtyska förbundet bildades. 1871 ombildades federationen under Otto von Bismarck till kejsardömet Tyska riket med Preussen som politiskt centrum.
För Tysklands del är det svårare med den romantiska epokindelningen. Förromantiken, med Sturm und Drang och dess svallvågor, övergår långsamt i romantik. Romantikens tyska centrum låg i Jena och Heidelberg, vilket har givit upphov till differensen mellan Jenaromantiken, med företrädare som Novalis och Tieck, och Heidelbergromantiken, med bröderna Grimm, Achim von Arnim och Clemens Brentano. För den tyska romantiken var filosofin en avgörande impulsgivare, en instans som föreskrev tidens smak och världsbild.
Kampen för den tyska statens fortlevnad, inte minst under Napoleonkrigen, var en viktig historisk förutsättning för Heidelbergromantiken, som i högre grad än andra centrum var präglad av en gemenskap mellan aristokrati och allmoge. Detta tog sig uttryck i att konsten intresserade sig för folkliga fenomen, som att bröderna Grimm under sina språkstudier tecknade ner tyska folksagor och von Arnim och Bretano samlade folkvisor som de utgav. I samma nationalistiska anda komponerade Franz Schubert och Johannes Brahms lieden, och Wagner skapade den tyska "stora operan" med motiv från den germanska medeltiden.

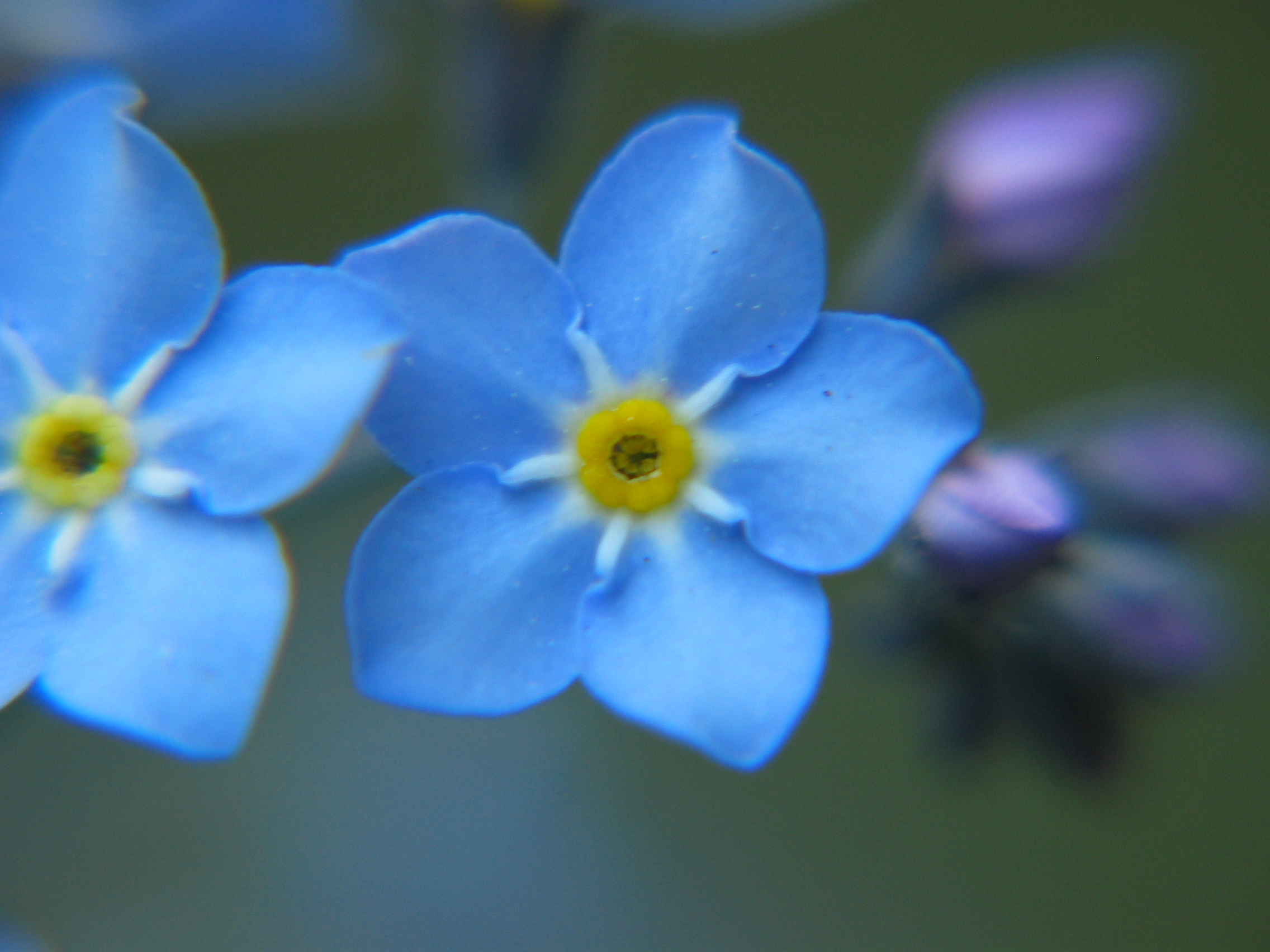
Den blå blomman blev genom Novalis förmedling universellt en symbol för romantiken.

Jenaromantiken blev i stället ett säte för känslodyrkan, dödsmystik, och tragisk kärlek, där diktaren höjer sig över folket med sin förmedlade lidelse. Ingen personifierade den passionerade Jenaromantiken som Novalis.
| ”                                                                      | Oändligt liv / böljar starkt i mig. / Från ovan skådar / jag så till dig. /.../ O gör mig, älskade, / mäktigt till din, / att jag kan älska / och slumra in. / Jag känner dödens / föryngrande flod, / till balsam och eter / förvandlas mitt blod. | „ |
| – Novalis, Ditöver svallar och böljar jag, översatt av Johannes Edfelt | |   |

Novalis skapade i Heinrich von Ofterdingen också romantikens symbol framför alla andra: den djupblåa blomman, som representerade längtan, evigheten och det onåbara. Motiven hos poeten Novalis, motsvaras i bildkonsten av Caspar David Friedrich, vars motiv ofta vänder sig bort från betraktaren, anknyter till religionen, och skildrar en besjälad natur.
Samtidigt samlas såväl Heidelberg- som Jenaromantiken i både Goethes och Schillers diktning, varför uppdelningen mellan förromantiken och romantiken inte är lika vanligt förekommande. Det självmordstema som Goethe skapade med Den unge Werthers lidanden, de folkliga dikterna till Gretchen, och de centrallyriska uttrycken för lidandet, är samtliga typiska romantiska ingredienser. En annan poet som länkar samman dessa perioder är Hölderlin.

### Frankrike
I Frankrike rådde kaos efter franska revolutionen, och staten och samhället genomgick ett antal hastiga förändringar. När Napoleon Bonaparte tog makten vid brumairekuppen 1799 och utsåg sig själv till kejsare 1804 verkade den gamla samhällsordningen strukturellt vara återställd. Men de närmaste åren utkämpades Napoleonkrigen om det europeiska herraväldet, vilket ledde till ett uppsving för nationalismen. Efter förlusten vid slaget i Waterloo 1815 tilltog oroligheterna i samhället med tvära kast mellan monarki och republik: bourbonska restaurationen 1815, julirevolutionen 1830 och julimonarkin, februarirevolutionen 1848, och andra kejsardömets utropande 1851.
Många av den franska romantikens företrädare hade smärtsamma minnen från Franska revolutionen, så till exempel Charles Nodier. Chateaubriands självbiografi behandlar detta ämne, liksom några andra verk av honom. Hans generation skapade också den franska, katolska konservatismen, med företrädare som Joseph de Maistre, Maine de Biran, Hughes Felicité Robert de Lamennais och Louis Gabriel Ambroise de Bonald. Smärtan över det försvunna tidevarvet och hyllandet av det våldsamma äventyret verkar ha nedärvts i en annan aristokrat, Alfred de Vigny, som slutligen föredrog ett liv i isolering framför att frottera sig med samtidens intelligentia.
Den franska litterära romantiken var splittrad fram till 1820-talet, då en distinkt författargrupp bildas, med namnet centaklet. Under romantiken i Frankrike fanns flera kategorier författare: äventyraren som Chateaubriand, misantropen som de Vigny, bohemer som Alfred de Musset och Gérard de Nerval, och den med psykologiska studier skapande intellektuelle som Victor Hugo och Stendhal. Hugo skulle även gå till eftervärlden som den som grundade den moderna upphovsrätten i och med Bernkonventionen av 1886 - helt i överensstämmelse med det romantiska erkännandet av konstnären. I samband med detta blev även regissören en funktion som tillmättes avgörande betydelse.
Frankrikes romantik kännetecknades av ett större mått av orientalism och exotism, och mindre av folkloristik än vad fallet var i Tyskland. Chateaubriand, återigen, kan sägas vara den exotiska romanens grundare med sina verk Attila och René vilka han fick uppslag till under sin landsflykt undan revolutionen. För bildkonstens del gestaltade Jean-François Millet den folkliga landsbygden, men detta var för epoken sent och hans måleri visar även realistiska drag. Arkitekturen, med bland andra Eugène Viollet-le-Duc, var främst upptagna med att återställa landets byggnader som förstörts under krig och revolutioner. I Antoine-Louis Baryes djurskulpturer förenas romantikens dramatiska våldsamhet med exotiska motiv. Våld, men också död, är ett återkommande tema i Théodore Géricaults och Eugéne Delacroix målningar.
Sagotemat och orientalismen kom till uttryck i den franska "stora operan", med kompositörer som Niccolo Isouard, den tyskfödde Giacomo Meyerbeer, Charles Gounod, och Camille Saint-Saëns.
Kritiken som delaktig i att skapa ett urval (en kanon) fick ökad betydelse med bland andra Sainte-Beuve.

### Storbritannien
Till skillnad från Tyskland och Frankrike, var Storbritannien på grund av sitt geografiska läge förhållandevis förskonat från krig på hemmaplan. 1776 förklarade sig USA självständigt, men det förenade kungariket hade fortfarande flera betydande kolonier runt om i världen, där slaveriet var utbrett tills det avskaffades 1834. Industrialiseringen uppstod tidigt och skapade landets solida ekonomi, på frihandelns grund. 1801 inlemmades Irland i landet. På den europeiska kontinenten hade landet framgångar i Napoleonkrigen. I stället för revolutioner, som dock hotade, förekom omstörtande förändringar i statsskicket, genom den liberala parlamentsreformen 1832. 1837 uppsteg drottning Victoria på tronen, vilket inledde den victorianska epoken och imperiets storhetstid.
Kännetecknande för en sida av den brittiska romantiken var en tydlig förankring i anarkism, ateism, eroticism, orientalism och naturlyrik. Detta tog sig starkast uttryck i Percy Bysshe Shelleys och Lord Byrons respektive verk. Shelley gjorde med verk som The Mask of Anarchy och Queen Mab uppror mot kristendomen och den världsliga makten. Lord Byrons författarskap, med eposen The Giaour, Lara, The Corsair, och Don Juan, inrymmer alla dessa element. I likhet med Goethe sökte han också ge svar på ondskans väsen i Cain: A Mystery, som handlar om brodermördaren Kain från Första Moseboken. Anna Laetitia Barbauld revolutionerade barnboksgenren, och var en av de tidigaste romantiska poeterna.
Storbritanniens romantik hade en annan sida som var mer genuint målerisk. Den drömska naturmystiken kom till bildligt uttryck i John Robert Cozens, den sene Thomas Girtins, John Constables och William Turners väder- och ljusskildringar, och i lyriken av den så kallade sjöskolan: William Wordsworth och Samuel Coleridge. Känslosvärmeriet, sagomotivet och en religiös extas uttrycks senare under den viktorianska eran, av prerafaeliterna Edward Burne-Jones och Dante Gabriel Rossetti. Denna rena estetik, fri från politiska idéprogram, företräds i lyriken av både Shelley och John Keats.
Den engelska parken blev ytterligare ett kännetecken på den brittiska romantiken.

### Romantiken i Skandinavien
Den svenska romantiken uppstod relativt sent, delvis på grund av den stämning som rådde efter mordet på Gustav III 1792 som ledde till rädsla för revolution. Störst inflytande hade rörelsen i Sverige mellan 1810 och 1840. Den romantiska rörelse som uppstod kom inledningsvis att företrädas av präster och akademiker och saknade den samhällskritiska udd som fanns i den europeiska romantiken. Bland dessa bör Johan Olof Wallin och 1819 års psalmbok framhållas. Den svenska romantiken var djupt splittrad mellan de Jenainfluerade Uppsalaromantikerna (Samuel Grubbe, Atterbom, Stagnelius) och den götiska traditionen (Erik Gustaf Geijer, Esaias Tegnér). Mecenaten och greven Gustaf Trolle-Bondes slott Säfstaholm i Vingåker var under denna tid något av ett svenskt kulturcentrum.
Danmarks romantik föddes med Heinrich Steffens och fullbordades med diktarna H.C. Andersen, Adam Oehlenschläger, Grundtvig, Bernhard Severin Ingemann och Carsten Hauch. Även filosofen Sören Kierkegaard räknas till den danska romantiken. Den danska baletten, med August Bournonville i spetsen, hävdade en kraftfull internationell konkurrens. Landskapsmåleriet präglade bildkonsten, med namn som Johan Thomas Lundbye.
Romantiken i Norge var en storhetstid inom norsk kultur. Framstående konstnärer som Johan Christian Dahl, Hans Gude och Adolf Tidemand är några representanter för strömningen, liksom Henrik Wergeland och Johan Sebastian Welhaven.
Gemensamt för den skandinaviska romantiken, var utströmningen i nationalromantiken, med framför allt Edvard Grieg och Sibelius. Till denna strömning hör några av Skandinaviens mest uppburna kompositörer och författare, och även det finska nationaleposet Kalevala. Under romantiken grundades också den typ av manskörssång som blev en stor folkrörelse i alla de nordiska länderna.

### Romantiken i övriga länder

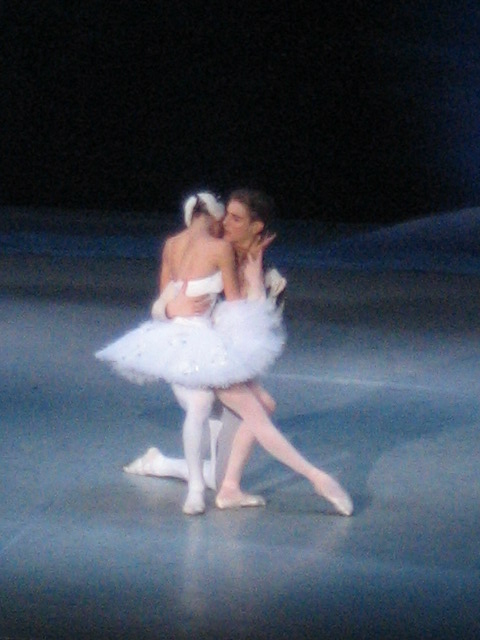
Baletten Svansjön blev ett av Tjajkovskijs mest berömda verk. Här Odette och prinsen ur en sentida föreställning.

Den italienska romantiken inriktade sig framför allt på operan. Gioacchino Rossini var påverkad av Mozart, Haydn och den franska "stora operan", och bildade en speciell koloratur till såväl komedier som tragedier. Kompositionellt utnyttjade han det för romantiken populära fragmentet genom att återanvända stycken, till exempel ouvertyren till Barberaren i Sevilla. Vincenzo Bellini och Gaetano Donizetti fortsatte i Rossinis följd med att variera tonaliteten och förstärka det rent melodiska och lyriska. Av många skäl finns anledning att även räkna Giuseppe Verdis Aida och Giacomo Puccinis Turandot, två stora verk av den italienska operans stora män, till romantiken. De verkade i en redan etablerad tradition som de inte bröt med och anknöt till romantiska temata, melodiskhet och krävande tonala variation. Ett av Verdis största verk, hans requiem, skrevs till diktaren Alessandro Manzoni, som tillsammans med Giovanni Berchet och den mer berömde Giacomo Leopardi införde den nationella diktningen till Italien.
Även för Central- och Östeuropas del blev musiken romantikens egentliga hemvist, och då i synnerhet genom anknytningen till nationalism och folkloristik. Pjotr Tjajkovskij var i detta hänseende den som i högst grad samlade romantikens ingredienser, till såväl motivval som till musikaliteten. Tjecken Bedrich Smetana använde folkdanser i sina operor, och tillägnade fädernelandet flera symfoniska verk. De litterära romantikerna i Central- och Öststeuropa var i hög grad byronister: Alexander Pusjkin, Adam Mickiewicz, Michail Lermontov. Ett undantag utgör Nikolaj Gogol, som räknas till romantiken trots flera brott mot dess estetik och lutande mot realismen med samtidskritik, satirer och stadsskildringar. Polens "tre stora barder" Mickiewicz, Juliusz Słowacki och Zygmunt Krasiński grundade den polska nationalromantiken.
Den spanska romantiken uppvisade inga nationella särdrag, men flera av landets större dramatiker tillhör perioden, som José Zorrilla y Moral och Antonio García Gutiérrez, vilkas dramer överfördes till operan. Bland andra framstående spanska företrädare för romantiken hör poeterna José de Espronceda och Gustavo Adolfo Bécquer. Även inom den latinamerikanska litteraturen gjorde romantiken intryck på flera författare, varav till de främsta hörde colombianen Jorge Isaacs.

## Romantikens litteratur

### Epok och prosa

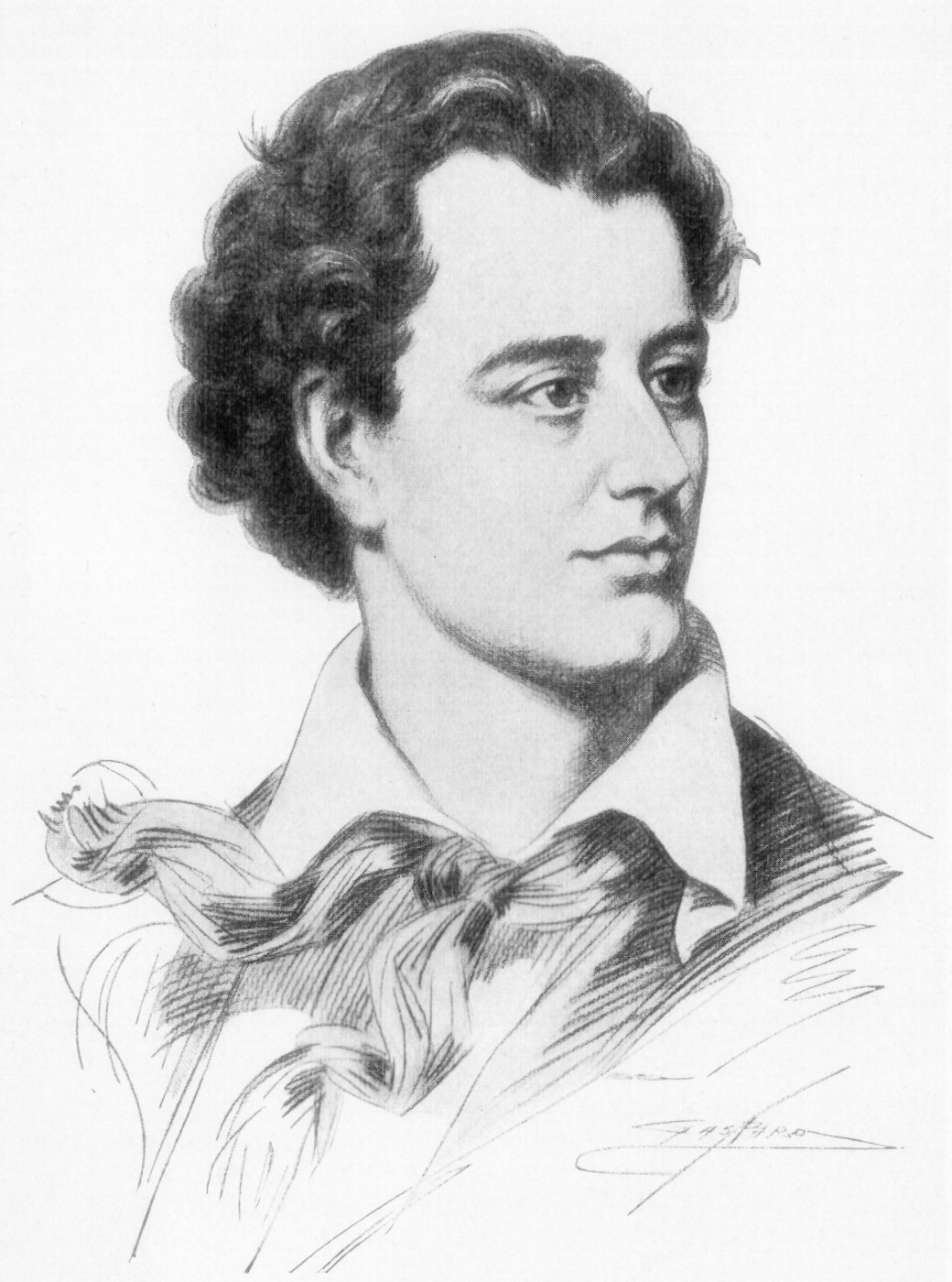
Lord Byron, som var en stor föregångare inom den romantiska litteraturen.

För genrernas del var romantiken eposets verkliga storhetstid under modern tid. Dit hör i främsta rummet Lord Byrons berömda Don Juan. Detta epos påverkade Alexander Pusjkin till att skriva Jevgenij Onegin (1833), och Adam Mickiewicz till flera verk. Don Juan som karaktär blev i olika genrer en stilfigur.
Men romantiken innebar en stor förnyelse av prosan med en mängd nya genrer, men även förnyat intresse för de gamla. Genom vikten vid individen var självbiografin en av litteraturens största genrer. Thomas De Quinceys självdestruktiva liv, återgivet i hans Confessions of an English Opium Eater (1822), var en av romantikens mest lästa böcker, liksom Chateaubriands Minnen från andra sidan graven, Madame de Staëls Corinne (1807) och Friedrich von Schlegels Lucinde (1799). En människas personliga öden och inre förändringar, var temat för den populära bildningsromanen, för vilken Goethes Wilhelm Meisters Lehrjahre var stilbildande. Efterföljare var bland andra Ludwig Tieck (Franz Sternbalds Wanderung, 1798), och Jean Paul (Titan, 1803). Romanen uppskattades av romantikerna eftersom den var genreöverskridande: i deskriptioner var den lyrisk, i dialoger dramatisk, och i berättelsen episk. Under epoken utvecklades karaktärsskildringarna från att vara uppfostrande typkaraktärer till att bli psykologiskt nyanserade.
Brevromanen hade populariserats med Goethes Den unge Werthers lidanden, och genren levde vidare genom verk av italienaren Ugo Foscolo, Heidelbergförfattaren Bettina von Arnim, och framför allt Madame de Staëls Delphine (1802) som jämte Chateuabriands verk anses vara startskottet för romantiken i Frankrike.
Walter Scott brukar erkännas äran att ha skapat den historiska romanen, som han själv kallade romance med anspelning på den fornfranska diktningen. Han hade börjat som författare av arthurlegender i eposdräkt, men slog igenom med romaner som Ivanhoe, Kenilworth, och skildringar av den skotska historien. Genren blev omedelbart efterbildad av bland andra Alfred de Vigny, Alessandro Manzoni, Alexandre Dumas d.ä., och Alexander Pusjkin. Wilhelm Wackenroder med Herzensergiessungen eines kunstliebenden klosterbruders (1797) och Novalis ofullbordade roman i medeltidsmiljö, Heinrich von Offerdingen (1802), föregriper emellertid i viss mån Scott. Den historiska romanen kan samtidigt sägas utgöra gränslandet mellan romantiken och realismen för litteraturens del.
Det folkloristiska och folkliga intresset, som först framträdde med Johann Gottfried Herders Volkslieder (1778/79) och Tiecks Volksmärchen (1797), ledde till uppkomsten av bygderomanen, skapad av pedagogen Johann Heinrich Pestalozzi, och folksagan genom bröderna Grimm. Sagogenren blev därefter utvecklad av till exempel Atterbom och Adam Oehlenschläger; värt att uppmärksamma är att sagan dittills ofta var en vuxengenre - konstsagan skapades med H.C. Andersen som direkt vände sig till en läsekrets av barn. Carlo Collodi vidareutvecklade barnperspektivet i sagan, och undvek en fostrande berättarroll.

Mary Shelley, vars roman Frankenstein blev mycket inflytelserik.

När Chateaubriand utgav Attila 1801 skapade han den exotiska romanen, som efterbildades av till exempel James Fenimore Cooper (Den siste mohikanen), och Prosper Mérimée (Carmen). Skräckgenren hade introducerats av Horace Walpole och Ann Radcliffe under 1700-talet med den gotiska romanen som under hela 1800-talet igenom var populär. Under romantiken vidareutvecklades skräckgenren med Edgar Allan Poe som väsentligen vidgade skräcktemat i en mängd olika berättelser, och grundade deckargenren. Skräckromaner med folkloristiska inslag skrevs av E.T.A. Hoffmann. Mary Shelley må särskilt framhållas och hennes Frankenstein som iscensätter romantikens hela misstro mot rationalism och tilltro till den fria naturen. Därmed skapades science fiction inom litteraturen. Det var i huvudsak inom romankonsten som romantiken levde vidare fram till 1900-talet, och då i synnerhet genom skräckromanen och den historiska romanen. Dit hör till exempel Bram Stokers Dracula och R.L. Stevensons Dr. Jekyll och Mr. Hyde.
Under romantiken fick fler kvinnliga prosaförfattare erkännande än tidigare. Gemensamt för dessa var att de bidrog till utvecklingen av den psykologiska romanen och den moderna kärleksromanen. Till denna krets hör Madame de Staël, Mary Shelley, George Sand, Bettina von Arnim, och de mellan realism, victorianism och romantik pendlande Jane Austen, George Eliot, Anne Brontë, Charlotte Brontë, Emily Brontë och Elizabeth Barrett Browning.

### Lyrik

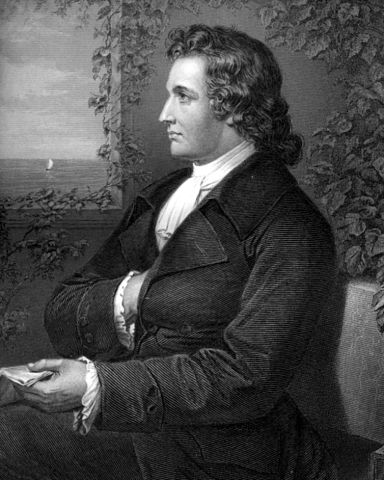
Gravyr av Johann Wolfgang von Goethe.

Förromantikens rika arv är svårskilt från romantikens lyrik. Dödstemat hos Edward Young, Thomas Gray och Goethe, landskapsskildringarna hos James Thomson, folkdiktningen och historismen hos Thomas Blackwell, James Macpherson och Robert Burns, själens förmedling som hos William Blake - detta förekommer i rikt mått i romantikernas lyrik.
Lyriken blev en av de konstformer där romantiken var som mest vital, om än inte på ett nyskapande sätt sett till tematiken och motiven hos förromantikerna. Friedrich Hölderlins psykiska utveckling kan därvidlag tjäna som ett exempel på ett särskilt romantiskt diktartillstånd, som i Frankrike kallades mal de siècle, det vill säga diktarens oförmåga att uthärda sin samtid. Detta kombineras i hans diktning av flykten till naturen och upphöjelsen av sig själv till en gud: "Du själ, som fåfängt stred för din gudomsrätt, / väl finns för dig i skuggornas värld ej ro /.../ ty en gång / gudar jag liknat, och mer behövs ej". Mer renläriga företrädare för mal de siècle är Alfred de Vigny och Alfred de Musset; hos dessa framträder övermänniskans genomskådelse av tillvarons intighet som gestaltning för ett utanförskap som mer eller mindre konkret separerar dem från omvärlden. Diktarens "hyperperspektiv" och Weltschmerz är för övrigt vanligt även i romanen och i dramat.
William Wordsworth hyllade vardagsspråket genom utgivningen av sin och Samuel Coleridges Lyrical Ballads, och tog därmed avstånd från den förkonstling han menade förelåg under klassicismen. Keats, Lamartine, Novalis, Théophile Gautier bidrog på olika sätt till l'art pour l'art och den rena esteticismen. Orientalismen plockades upp av Victor Hugo, Lamartine, Lord Byron, Coleridge, och i indisk tappning av amerikanen Walt Whitman och Novalis.
Heidelbergromantikens folkloristik tog sig också lyriska former av bland andra Clemens Brentano som skrev dikter med vaggvisetema: "Sjung så sakta, sakta, sakta, / sjung en dämpad slummersång /.../ Sjung en visa, mjuk som vinden, / som en bäck i berget porlar". Stilen upptogs av Atterbom för Svanevits sång i Lycksalighetens ö, där dock vaggsången får ett Wertherpåverkat självmordsmotiv: "Stilla, o stilla! / Somna från storm och snö! / Ensliga lilla, / nu är det tid att dö!."
Den fria versen upplevde ett uppsving efter att ha varit förkastad sedan Gamla testamentet skrevs. En av de första att experimentera med den var svensken Thorild under 1780-talet, men versformen verkar vara skapad av Klopstock efter mönster från Ossians sånger. Giacomo Leopardi och Walt Whitman skrev båda på fri vers. Under romantiken blir det också vanligare att diktare uppfinner egna versmått, som till exempel Ululume-strofen (Edgar Allan Poe). Den fyrradiga strofen, rimmad som orimmad och chevy-chasestrofen var vanliga i den tyska lyriken (Ludwig Uhland, Adelbert von Chamisso, Achim von Arnim, Ludwig Tieck, Heinrich Heine, Joseph von Eichendorff) och tidiga romantiker i andra länder (Coleridge, Lamartine, Wordsworth). Prosaversen förekommer hos till exempel Novalis i Hymner till natten. Thomas Grays elegier på rimmad femtaktig akatalektisk jamb efterbildades under hela romantiken för dess stämningsmättade rytmik.

## Romantikens scenkonst
Under romantiken utbildades balettens tåspetsteknik, samtidigt som den kvinnliga dansaren hamnade i huvudrollen och tutun infördes. Baletten som nutiden känner den kan därmed sägas vara född under epoken, fastän den har äldre anor. I denna form levde romantiken kvar ända till 1900-talet, framför allt med Tjajkovskijs verk Svansjön och Törnrosa. Andra romantiska baletter är Sylfiden och Giselle, som tidsmässigt passar bättre med romantikens ålder.

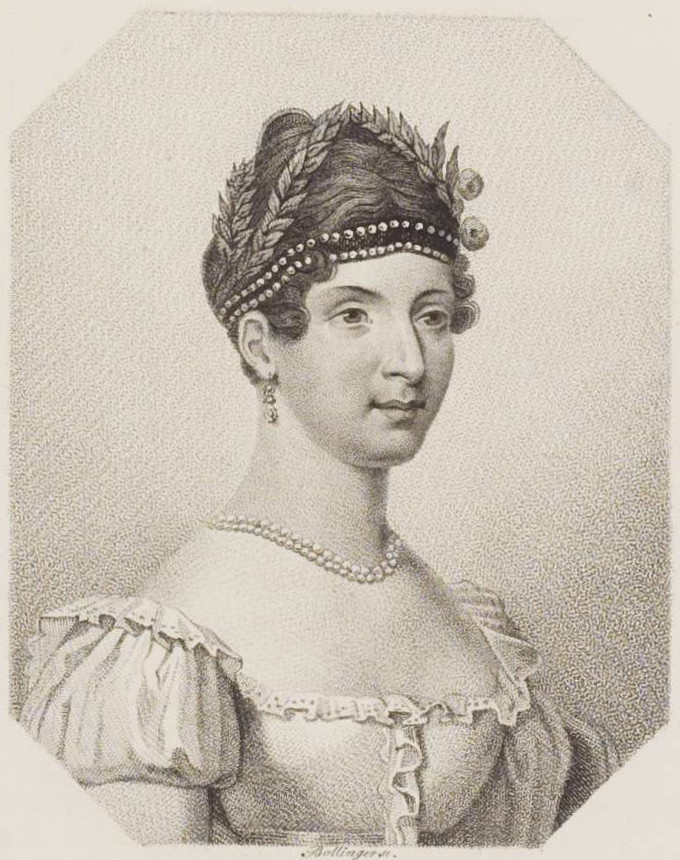
Den italienska sopranen Angelica Catalani var en av romantikens stora primadonnor. Hon tog trestrukna g, och ansågs vara tekniskt fulländad.

Operan var en högst vital konstform under romantiken; "opera" betyder också allkonstverk. Wien hade länge varit musikens obestridliga huvudstad i Europa, men från och med Napoleon Bonaparte började Paris i tilltagande grad ta över denna roll. Opéra-comique (Daniel François Auber, François Adrien Boïeldieu, Étienne Nicolas Méhul) med idyller, farser och skräckoperor blev kännetecknande för Parisoperan, och författaren Eugène Scribe var den störste i detta hänseende. Arian blev under denna tid mer betydelsefull, liksom kören, septimackordet, och kromatiska skalor. Nytt för romantikens opera var också ouvertyrens dragning åt den symfoniska dikten med handlingen som tema, den så kallade "stora operan" med vikt vid kostymering och orkestrala effekter som hos Gaspare Spontini, Carl Maria von Weber och Giacomo Meyerbeer, och musikdramat på medeltida germanska legender som hos Wagner. Ur opéra-comique utvecklades under den sena romantiken operetten, med företrädare som Jacques Offenbach, och det lyriska dramat, med Charles Gounod, Camille Saint-Saëns, Georges Bizet och Jules Massenet. Genom att borgarklassen fått bättre levnadsstandard, uppstod en kommersialisering, som fick till resultat att operan hade flera massproducerade publikframgångar som inte överlevt som verk. Kvinnliga sopraner och tenorer utkonkurrerade kastratsångarna, och från romantiken började divan bli verklighet.
Några av romantikens mest centrala verk var pjäser för teatern. Främst Victor Hugos Hernani bör i detta sammanhang nämnas, eftersom dess uruppförande 1830 markerade romantikens stora - och sena - franska genombrott; innan dess hade endast spridda romantiska verk producerats i Frankrike. Alfred de Musset var en annan stor fransk dramatiker som bröt mot det fransk-klassiska dramats strikta formregler. Det tyska dramat var framför allt fokuserad på Shakespeare i olika omtolkningar, och en av de dramaförfattare som eftervärlden värderat som högst, Heinrich von Kleist, var inte särskilt uppburen under sin samtid. Ludwig Tieck utgör ett exceptionellt undantag som det tyska romantiska dramats huvudfigur med sina sagospel och den romantiska ironin.
Från och med romantiken börjar den bundna versen trängas undan i dramat till förmån för fri vers och prosa. Individualiseringen gjorde sig också märkbar i ett ökat intresse för skådespelarna: från och med romantiken börjar publiken besöka teatern för dessas skull, och de hyllades som stjärnor.

## Romantikens musik

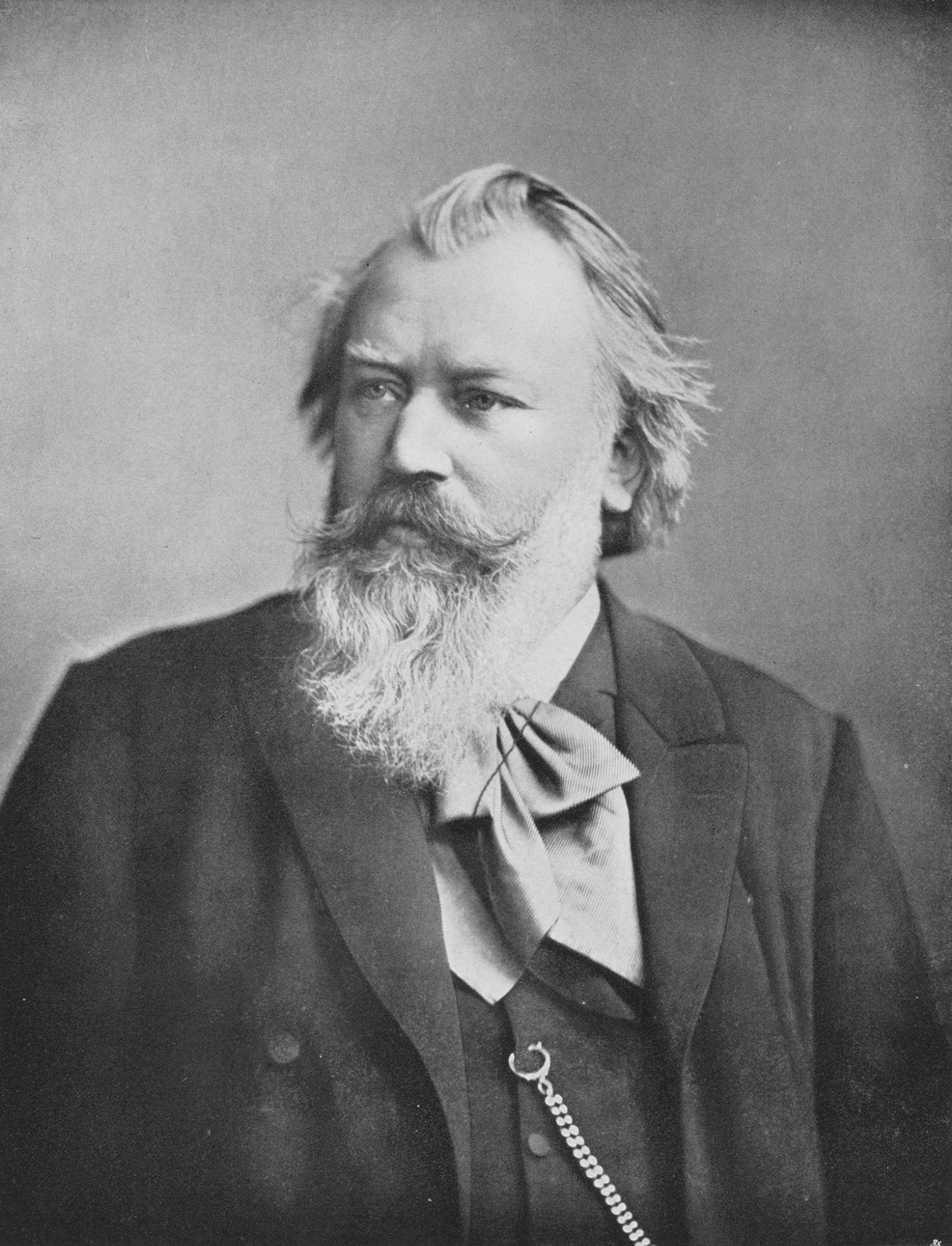
Johannes Brahms.

Inom musiken görs en åtskillnad mellan romantiken som epok och den känslosamma musiken, men dessa kan samtidigt sägas sammanfalla. Det känslosamma, mystiska och stämningsfulla under romantiken avspeglas även i musiken. Kompositörerna använde sig mer och mer av de olika instrumentens klangliga egenskaper. I takt med att musiken utvecklades skedde en utveckling även av instrumenten, inte minst blåsinstrumenten, och orkestrarna blev större och fick fler instrumentgrupper.
Den romantiska musiken var ofta uppbyggd efter något utommusikaliskt, till exempel en berättelse, en geografisk plats eller en dikt. Liksom i andra konstformer blev improvisationen central, i och med att det naturliga och det fantasifulla uppvärderades. Tonikan började i melodistämman alterneras, och en uppluckring av kadensen började äga rum. Somliga ser impressionismen som en fortsättning på denna utveckling, genom att där upplöses tonaliteten och kadensen än mer.
Under romantiken förekommer fler tonsättningar och inspirationer av litterära verk än tidigare. Därmed uppstår nya genrer: den symfoniska dikten eller programmusiken (som hos Franz Liszt, Hector Berlioz, Johannes Brahms, Gustav Mahler), och lyriska karaktärsstycken, i Tyskland till exempel i form av lieden (med Franz Schubert, Felix Mendelssohn, Robert Schumann, Johannes Brahms). Symfonin omformades i romantisk stil av Schubert (8:e och 9:e symfonierna) och Schumann (4:e symfonien).
Pianot utvecklades till att bli ett av romantikens främsta instrument. 
Instrumentets verkliga kompositörer var den fransk-polske Frédéric Chopin, Franz Liszt och Johannes Brahms. Chopin var en framstående företrädare för romantiken även så till vida att han skrev pianostycken influerad av den polska folkdansen (mazurkor och polonäser), och Liszt och Brahms av rapsodin och zigenarmusiken.
Liksom Goethe i skönlitteraturen, var såväl Mozart som Beethoven verksamma i övergången till den musikaliska romantiken. Ett arv från dessa är bland annat nocturnen.
Nationalromantiken födde flera stora kompositörer, som Grieg, Glinka, Smetana, Musorgskij, Richard Wagner och Edward Elgar. Romantiken i musiken kan sägas ta slut med impressionismen med företrädare som Claude Debussy, eller, fullständigt, först med modernismens genombrott.

## Romantikens bildkonst
Inom romantikens bildkonst återspeglas naturen som känslolandskap, särskilt märkbart är detta i Caspar David Friedrichs målningar och i det engelska måleriet. Det var de brittiska målarna som kanske främst utvecklade tekniken att avbilda ljuset. Samtidigt bröt de mot rådande normer vad gällde färgkombinationer, som hos William Turner, som även löste upp konturerna och vars former subjektiviserades. Rörelsen inlivades i motivet, till exempel genom skildringar av vind och moln som hos John Constable, som också skapade en trend med sina oblandade färger, som sedda på avstånd bröts med andra färger på duken. Tekniken nyttjades sedan av hans elev Eugéne Delacroix, som blev en av romantikens främsta företrädare. Typiska motivkretsar inom romantiken hämtades från medeltiden, exempelvis från Dante eller Shakespeare, från mytologins värld eller - ur ett västerländskt perspektiv - exotiska länder. Människan är vanligtvis bildens centrala motiv, som i Thomas Gainsboroughs bilder och konstakademierna drillade under denna tid studenterna i figurteckning och komposition. Romantiseringen kring svunna tider resulterade inom arkitekturen i nygotiken och en förkärlek för ruiner märktes både som motiv i måleri men även inom arkitekturen där ruinliknande konstruktioner införlivades i parker och trädgårdar.
Under slutet av romantiken uppstår biedermeier, men romantiken fortsatte att vara en viktig strömning inom bildkonsten ända fram till första världskriget och, beroende på definition, fortsätter romantiska strömningar, på olika sätt, att göra sig gällande även inom samtidskonsten.

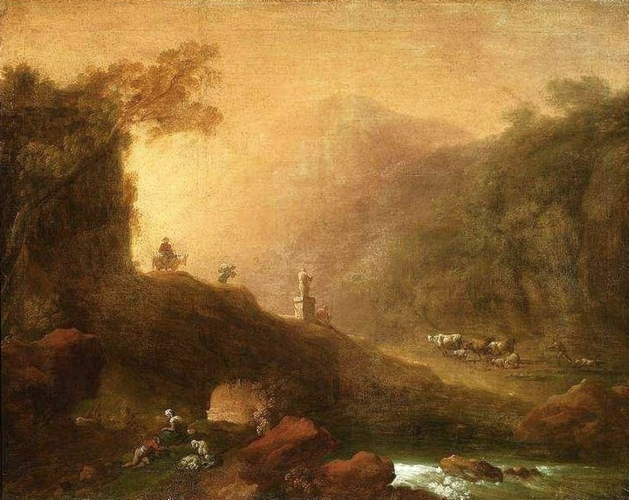
Romantisk scen, Franciszek Ksawery Lampi
Molnstudie, John Constable
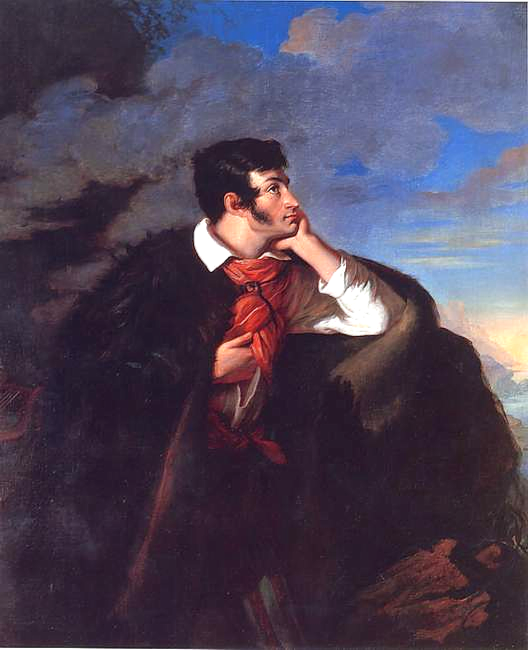
Adam Mickiewicz
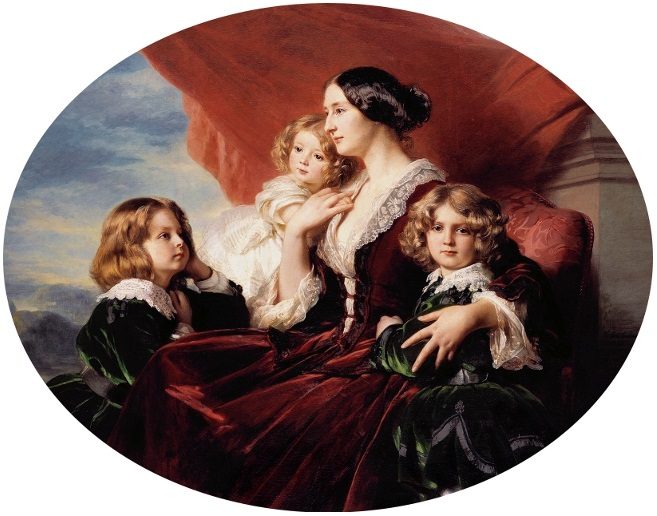
Elizabeta Krasinska
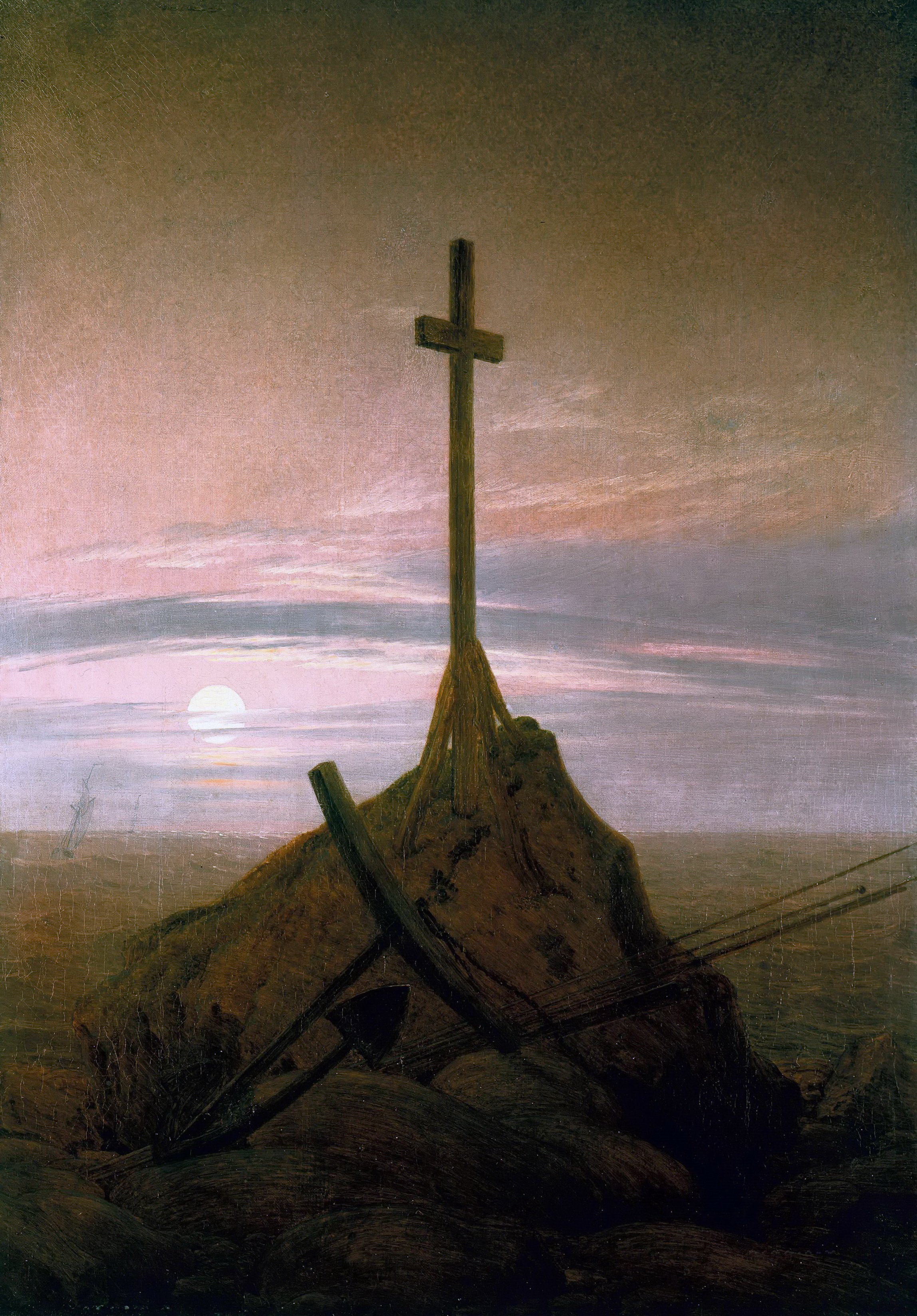
Kreuz an der Ostsee, Caspar David Friedrich
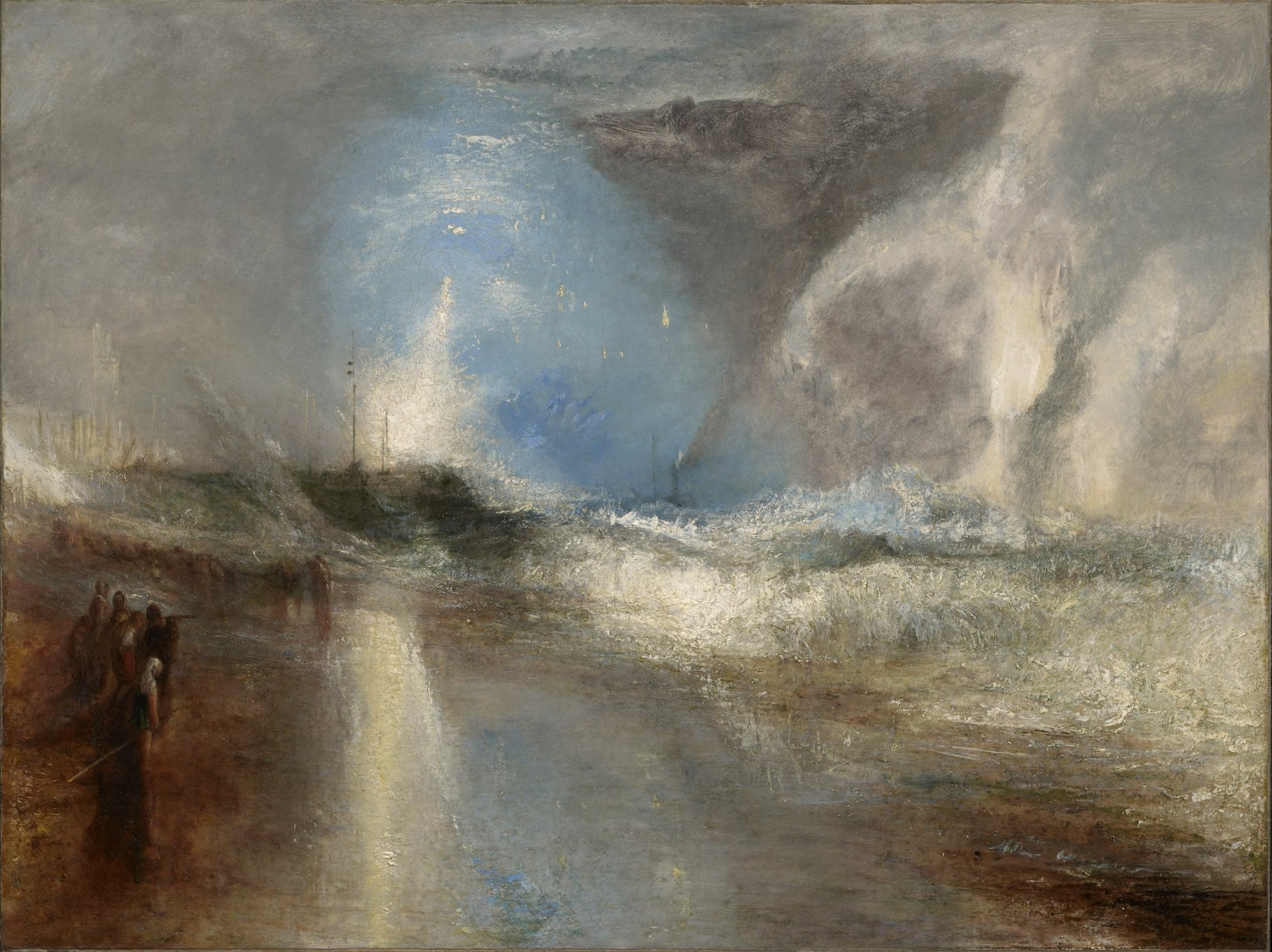
William Turner
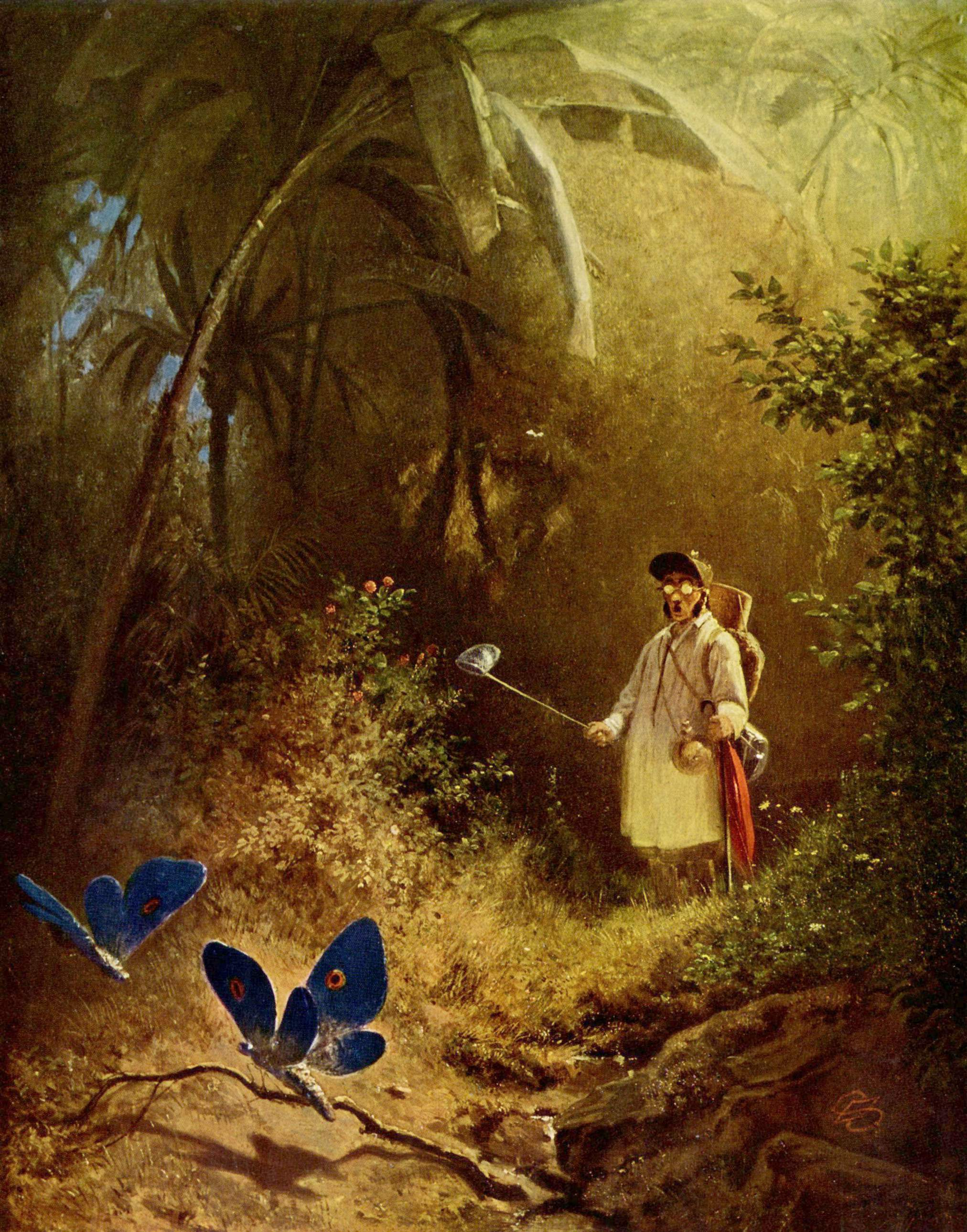
Der Schmetterlingsjäger, Carl Spitzweg
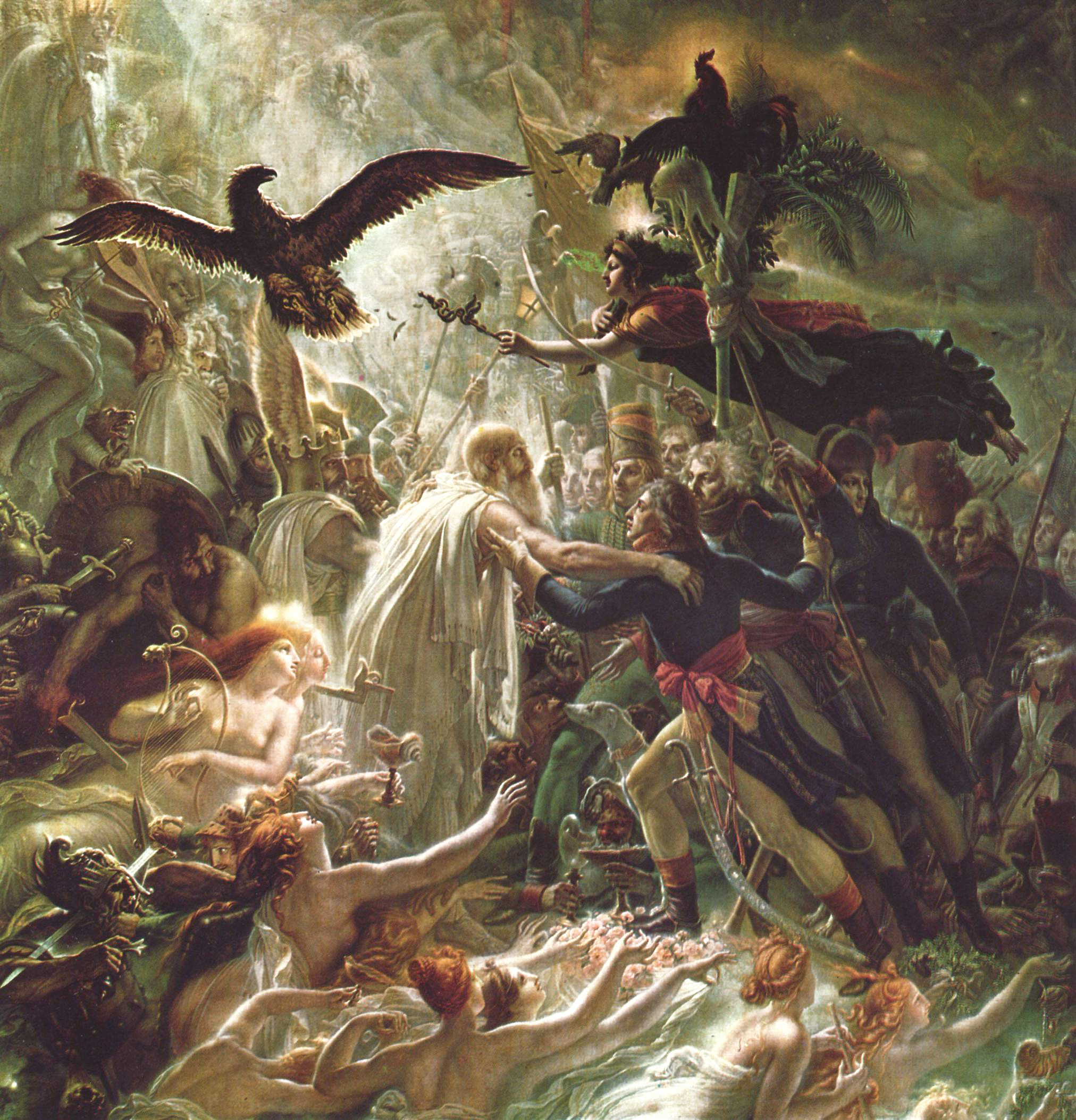
L’Apothéose, Anne Louis Girodet-Trioson